# マルセロ・カエターノ
マルセロ・ジョゼ・ダス・ネヴェス・アルヴェス・カエターノ（ポルトガル語: Marcelo José das Neves Alves Caetano、1906年8月17日 - 1980年10月26日）は、ポルトガルの政治家。アメリコ・トマス政権で第101代首相を務めた。エスタード・ノヴォ時代最後の首相であった。

## 生涯
1906年8月17日にリスボンに誕生する。
1930年代にアントニオ・サラザールの権威主義的独裁（エスタード・ノヴォ）の下で出世が始まった。1933年にリスボン大学の法学教授になったカエターノは行政法と憲法学を体系的に研究し、多様な講演や論述活動を通じてエスタード・ノヴォ体制の正当性を擁護した。すぐに体制の要人となり、1940年にヒトラー・ユーゲントを模倣した組織であるポルトガル青年団（Mocidade Portuguesa）の長官、1944年には植民地大臣にも指名された。
1949年に組合議会（Câmara Corporativa）の議長を経て1955年には副首相へ昇進し、政権内の後継者に浮上したが、権力の分散を望まなかったサラザールの牽制を受けて強力な立地を構築することはできなかった。
1959年に学界に復帰してリスボン大学の総長に就任したが、1962年の学術波動に触発されたキャンパス内の紛糾で引責辞任している。  

### 首相
1968年にサラザールが突然の事故により執務不能となると、アメリコ・トマス大統領から組閣の委嘱を受けたカエターノが後任の首相に指名され、同年9月27日に就任。
サラザールと比較して、カエターノの政治姿勢は外向的な性格で頻繁に視察に出かけた他、テレビ番組にも出演するなど、一般民衆と疎通しながら支持を求めた。カトリック内の進歩思想にある程度寛容さを示した彼は、弾圧で悪名高かった秘密警察のPIDEと執権与党である国家連合党の組織を改編させる一方、長期間禁止されてきた野党の活動を認めた。ポルト司教とマリオ・ソアレスは追放を解除され、検閲も緩和された。また農業労働者に対する社会保障の拡充・シーネスに石油化学プラントを建設するなどの基幹産業への投資増大により経済全般の効率性向上を図った。カエターノ自身は「持続的な改革と革命の無い発展・社会正義」を国政の方針として提示したが、実際のところ権威主義的な傾向は変わっていなかった。1968年10月にアレンテージョで演説を行ったが、聴衆の老婆が発した「今回のサラザールは、前のより少しだけマシらしい」との言葉は、カエターノの統治の性質を表す言葉として当時のジャーナリストによく紹介された。
体制の基本的な骨格は維持したまま、限られた改革で難局を打開しようとしたカエターノの姿勢は、内外からいずれも不満を買った。トマス大統領を始めとした保守派はこれ以上の如何なる政治的開放にも反対し、反体制勢力は不十分な改革を批判した。特に植民地戦争を踏襲し、帝国の守護を強調したカエターノの政策は厭戦感情が高まりつつあった民衆と軍部に失望を与えた。ポルトガル本国と植民地が連携される連邦制の創設を構想したカエターノは、植民地問題だけは譲歩する意思が無かった。それまでも政府への批判は社会党・共産党が先頭に立って行っていたが、それら政党は政府を打倒する武力は無く、代わって軍部に期待が寄せられるようになった。この時期、ポルトガル軍の将官に体制打倒に同調する素地も作られていた。ポルトガル軍の士官はかつて上流階級によって占められていたが、第二次世界大戦後の社会の変化により上流階級からの志願者が減少した。植民地戦争が起こった1960年代には志願者の減少から、士官学校はあらゆる階層の国民を受け入れるようにもなっていた。こうして、士官にプロレタリア階級出身者が多く生まれるようになった。

### 民衆の反発・不満
さらに1973年6月に政府が徴兵を受けた従軍中の大学卒業者の兵士を優遇する政策を発したことで、彼らは決定的に反政府へと転じるようになった。下層出身者が士官学校を4年間かけて卒業して手に入れた将校の地位に、大学に通える資産があるだけのアマチュアが1年で就いて同格になることへの強い反発があった。たまたま押し寄せたオイルショックの影響はポルトガルの経済に短期的かつ重大な打撃を与え、カエターノ政権がこれにうまく対処できなかったため、民間でも不満が高まった。1974年には左派青年将校らによる国軍運動(MFA)が決起し、アンゴラ・モザンビーク・リスボンの各地からカエターノへの抗議文が提出された。軍部からの反発に虚を衝かれたカエターノは、責任者の処罰といった対応を取る時間も無く、カーネーション革命が勃発した。包囲されたカエターノらは投降し、翌日にはトマス大統領と共にマデイラ島へ移され、数日間滞在した後にブラジルへ亡命した。リオデジャネイロに定着した彼はガマ・フィーリョ大学の法学研究所長として雇われ、学業を続けた。1980年10月に同地で没した。